# Чиджавадзе (княжеский род)
Дом Чиджавадзе (груз.: ჩიჯავაძე), также встречается вариант Чижавадзе (груз.: ჩიჟავაძე) — грузинский княжеский род, занимавший видное место в Имеретинском царстве XVI—XVII веков.

## История рода

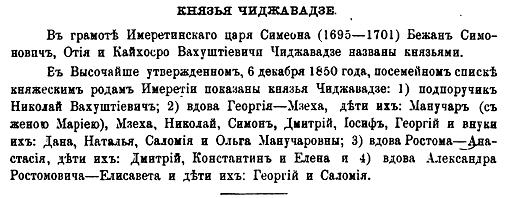
Списки титулованным родам и лицам Российской империи. Издание департамента Герольдии Правительствующего Сената. СПб., 1892 («Lists of the Titled Families and Persons of the Russian Empire»)

Имеретинские Чиджавадзе имеют общее происхождение с мегрельскими князьями Чичуа (груз.: ჩიჩუა), вероятно, потомков дома Кахаберидзе, которые были эриставами Рачи с XII по XIII века и вели свое происхождение от династии Липаритидов (по мнению историка Кирилла Туманова, потомков рода Мамиконян).
Версию Кирилла Туманова (1913—1997) оспаривал грузинский историк Симон Джанашиа (1900—1947), который проводил их генеалогию к дворянскому (азнаурского достоинства) роду Сазверели (груз.: საზვერელი), известному из средневековых грузинских летописей как оказавших помощь царю Георгию II Абхазскому (царствовал 923—957) захватить своего мятежного сына Константина в 920-х годах.
Джанашиа аргументировал свой довод тем, что «Сазверели», вероятно, отражавший первоначальный территориальный эпитет семейства, впоследствии несколько раз появлялся в семье Чиджавадзе в форме имен для мужских представителей фамилии, а сама фамилия Чиджавадзе в грузинских документах начала появляться лишь к XV веку.

### Княжество рода (сатавадо)
Княжеский феод Чиджавадзе сформировался к началу XVI века. Он занимал большую часть территории, известной как Сачино в том, что сейчас является муниципалитетом Вани, с главным замком в Себеке.
Семья пережила всплеск известности в середине 17-го века, а затем постепенно пришла в упадок, в конечном итоге потеряв большую часть своих имений в пользу царевича Имеретии, Мамуки Багратиони (брат царя Имеретии Александра V) в 1730-х годах.
Затем подошел Мамука к крепости Бежана Чиджавадзе и тайком взял Себекскую крепость, потом Мамука взял крепость Бежана и захватил [земли] Чиджавадзе. <....>, А сам пошел в Сачино, привел османское войско, изгнал Чиджавадзе, взял крепость Себека, разрушил ее и посадил там другого Чиджавадзе и возвратился в Гурию.Вахушти Багратиони, история царства Грузинского (жизнь Имерети)
Позже, в 18 веке, князь Вахушти Чиджавадзе смог восстановить положение и владения семьи благодаря своим тесным связям с царем Имеретии Соломоном II.
После аннексии Имеретинского царства в 1810 году, семья Чиджавадзе была включена в состав императорского русского дворянства и утверждена в своем княжеском достоинстве в 1850 году. В Высочайше утвержденный 6 декабря 1850 г. список княжеских родов Имеретии внесены Николай Вахуштиевич; вдова Георгия Мзеха, дети их Манучар (с женой Марией и дочерьми Даной [Далиной], Натальей, Саломеей и Ольгой, Мзеха, Николай, Симон, Дмитрий, Иосиф и Георгий; вдова Ростома Анастасия и дети их Дмитрий. Константин и Елена; вдова Александра Ростомовича Елизавета и дети их Георгий и Саломея. Записаны в V часть родословной книги Кутаисской губернии.

## Геральдика
Род князей Чиджавадзе не имеет Высочайше Утвержденного герба. Известно изображение с гербовой печати одного из представителей рода [в оригинале на щите были помещены также инициалы владельца — К.Ч.].